# Палиця (зброя)

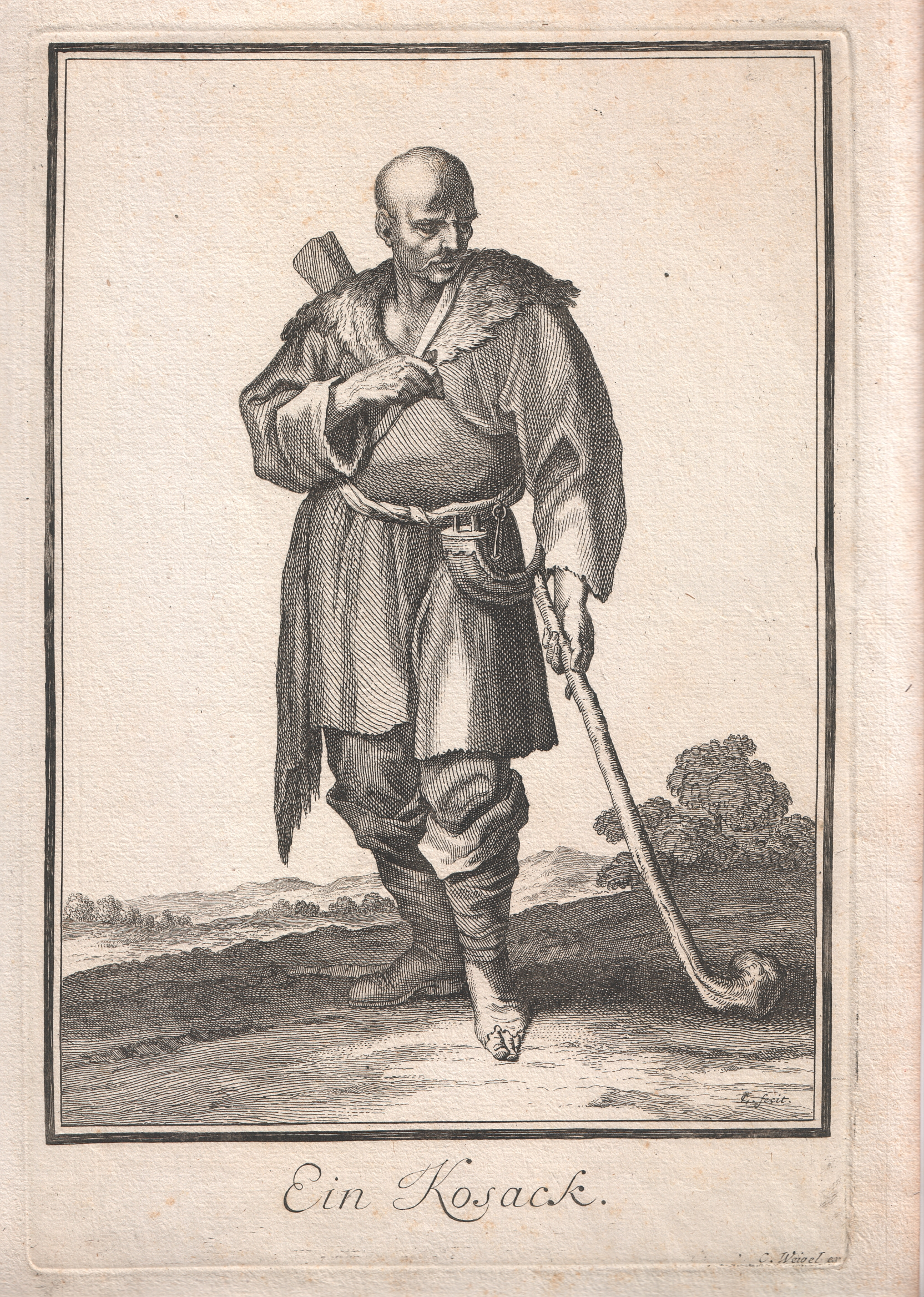
Козак з києм. Гравюра Крістофа Вайгеля Старшого за малюнком Каспара Лейкена. Нюрнберг, 1703 р.

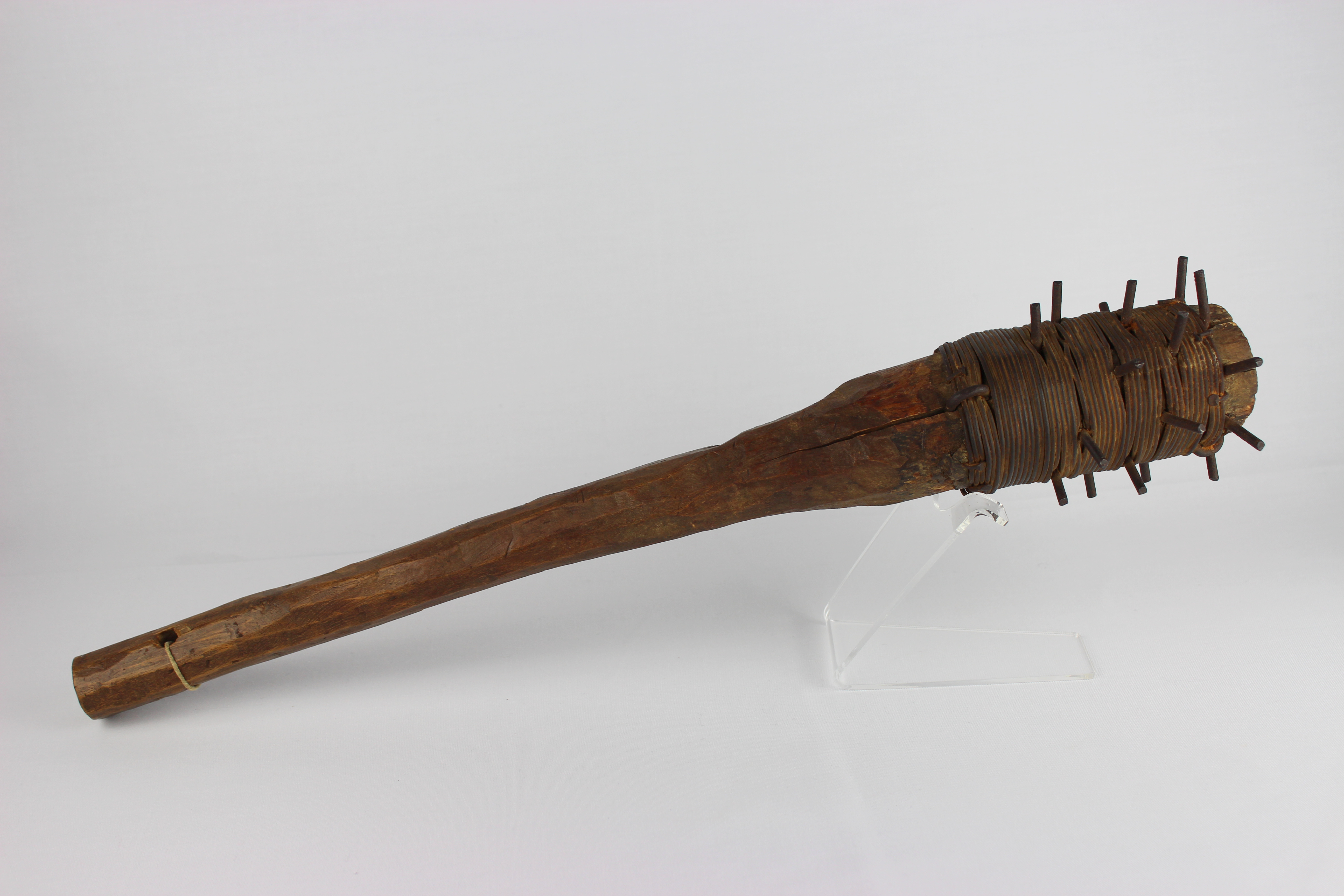
Цвяхована «окопна» палиця часів Першої світової війни

Товкмак (від української "товкмачити"), чи кий (від прасл. *kyjь) — найпростіша зброя ударно-роздрібнюючої дії, що являє собою дрючок, частину стовбура дерева, звужену на тому кінці, який слугує держаком. Часто використовувався цілий стовбур маленького дерева; його комлева частина утворювала кулеподібне потовщення, що було вражальним елементом.

## Історія
Іноді називалась просто палиця. Товкмаки відомі з часів кам'яної доби (період палеоліту). Спочатку вони були повністю дерев'яними, потім з'явилися кам'яні навершя, а в добу бронзи — металеві. У давньогрецькій міфології палиця з оливи (в інших варіантах з дубу чи ясену) була зброєю Геракла.
У деяких народів палиця видозмінилася з ударної в колольну зброю (кіррі африканських бушменів). З метальних палиць пізніше розвинувся бумеранг.
В Україні киї були зброєю незаможних козаків: «Которий козак не має в себе шаблі булатної, пищалі семип'ядної, той козак кийка на плечі забірає, за гетьманом Хмельницьким ув охотне військо поспішає» (народна пісня). Кий також використовувася для тілесних покарань — так званого кийового покарання. Звідси примовка: «Хто мене пом'янув, щоб кий не минув!». У запорожців покарання киями застосовувалося за серйозні проступки. Ось як описує його П. О. Куліш у романі «Чорна рада»:
|  | Горопаху Кирила Тура зв'язали вірьовками да й повели до стовпа, що стояв недалеко. Прив'язали бідаху так, щоб можна було повертатись на всі боки, ще й праву руку оставили на волі, щоб можна було бідоласі достати ківш да випити меду або горілки; бо так водилось у тих химерних низовців, що коло стовпа тут же й горілка стоятиме у діжечці і калачів решето — раз для того, щоб, завдавши голові хмелю, не так тяжко було горопасі кінчати жизнь, а, вдруге, для того, щоб охотніш козаки брались за киї. Тут-бо й київ лежав оберемок. Отеє ж усякий братчик, ідучи мимо, зупиниться коло стовпа, вип'є коряк меду чи горілки, калачем закусить, візьме кий, ударить раз виноватого по спині — да й пішов своєю дорогою. «А вже в їх таке було прокляте заведеніє,— розказують було старосвітські люде,— що як сім раз одважить киякою, то хліба більш не їстимеш». Рідко-рідко траплялось, що жоден братчик до ковша не доторкавсь, а проходив мимо, мов і не бачив нічого. То було простоїть бідний тімаха своє врем'я, одв'яжуть — да й прав. Тілько, щоб заслужити таку ласку в товариства, треба було козакові не знать яким бути лицарем. |

У російських землях поряд з киями для озброєння найбідніших ратників вживалися ослопи (згадки в літописах з XV ст.). Це був дрюк, товстий кінець якої був поцвяхований залізними вістрями чи окутий залізом.
Нащадками палиць-київ є булави, пірначі та інші види зброї ударно-роздрібнюючої дії.
У Новий і Новітній час палиці були звичайною зброєю індіанських і багатьох африканських народів. Індіанський томагавк первісно являв собою прикрашену палицю (пізніше назва стала вживатися щодо сокирок).
Під час Першої світової війни так звані «окопні палиці» використовувалися обома сторонами конфлікту в рейдах по ворожих позиціях, рукопашних сутичках в окопах.

## Види

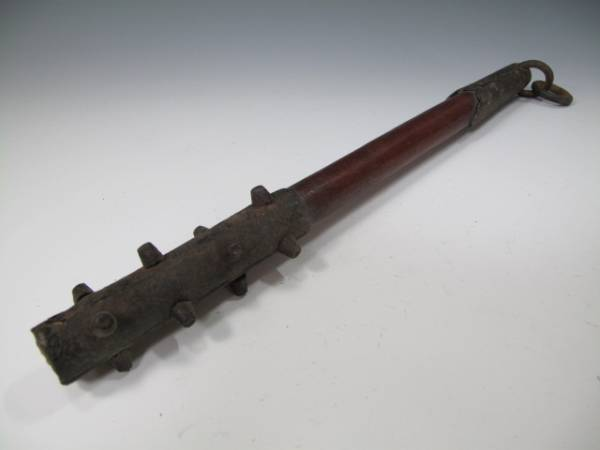
Канабо типу тецубо

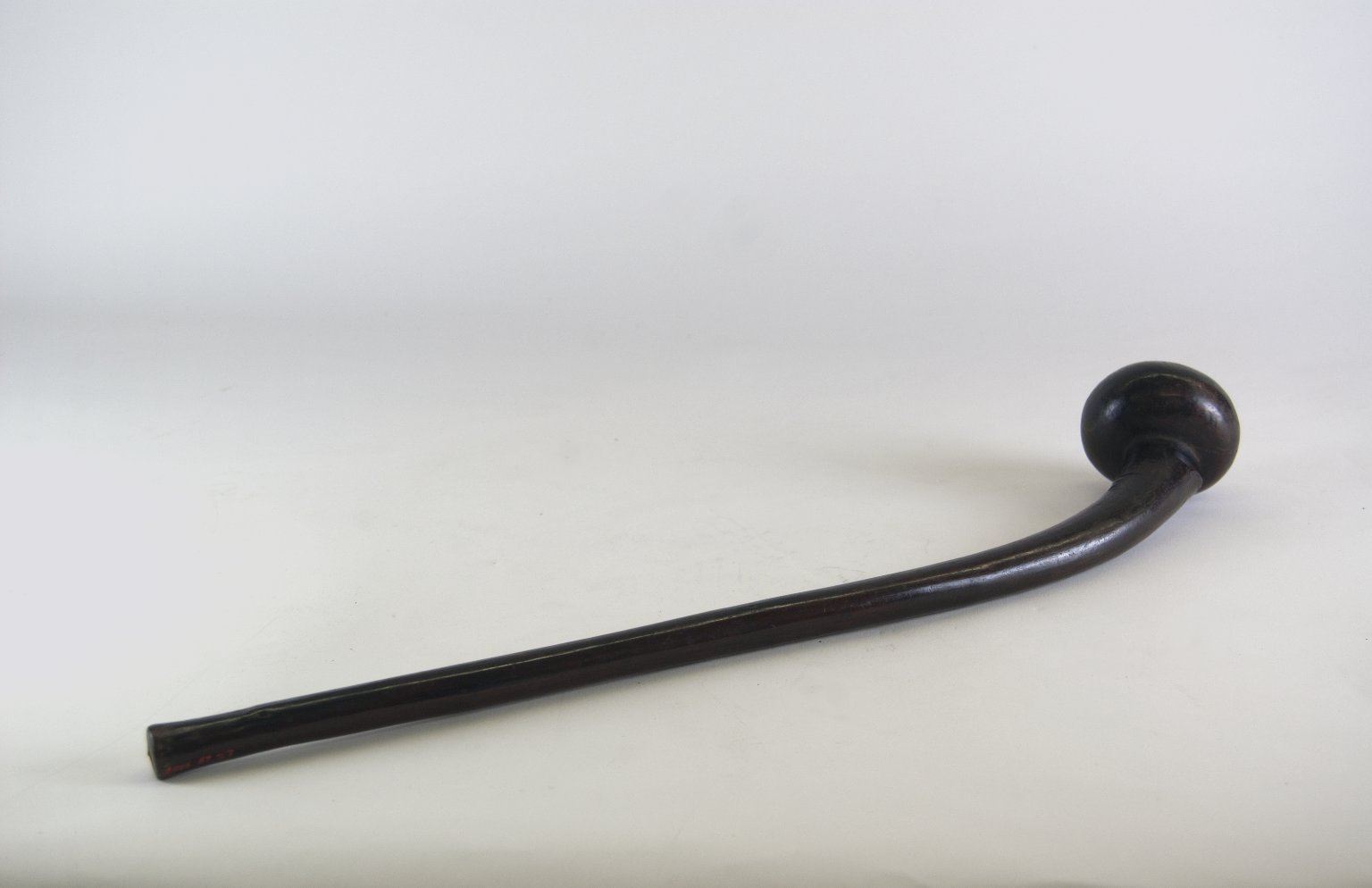
Кнобкері

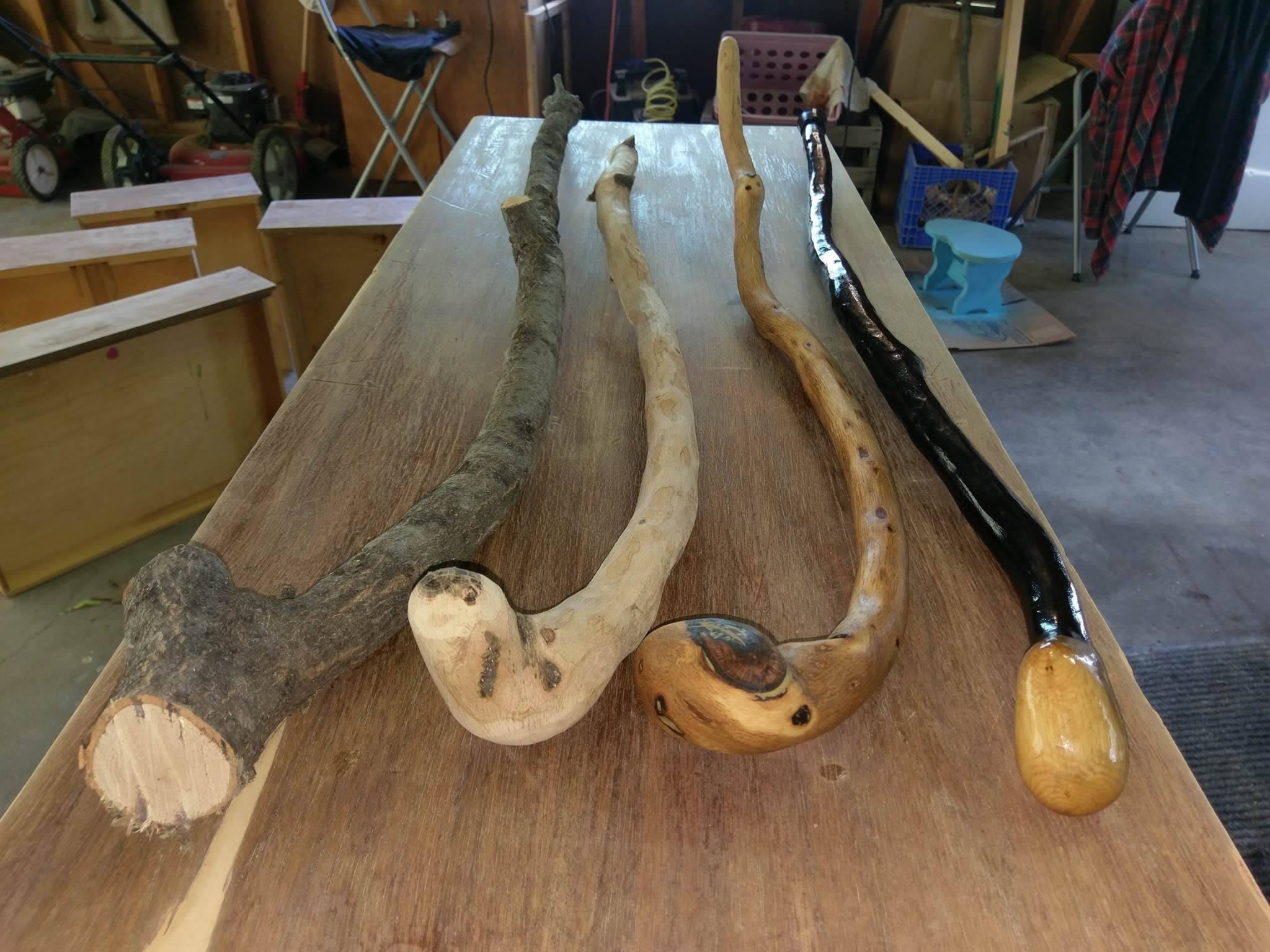
Шилейла на різних стадіях виробляння

- Бита — спортивний прилад, що часто використовується як зброя
- Булава — палиця з кулястим навершям, часто металевим
- Бумеранг — вигнута кидальна палиця
- Гумова палиця — спецзасіб, що використовується співпрацівниками правоохоронних органів, силових і охоронних структур, карно-виправної системи
- Дзюте — японська традиційна зброя, яку іноді відносять до кинджалів, хоча формально це невелика кидальна палиця
- Кабутоварі — японська традиційна зброя; нагадує дзютте
- Канабо — японська палиця, у вигляді посоха чи короткого кия з невеликими незагостреними дерев'яними шипами
- Кнобкері (англ. knobkerry, knobkerrie, knobkerie, афр. knopkierie) — традиційна південноафриканська палиця
- Куляста палиця — зброя північноамериканських індіанців, що складалася з держака з кулястим дерев'яним чи кам'яним навершям
- Мере — традиційна маорійська палиця, зроблена з нефриту, різновид пату
- Окопна палиця — зброя, використовувана в окопних сутичках під час Першої світової війни
- Пату — традиційна полінезійська палиця
- Приклад-палиця — зброя північноамериканських індіанців, що нагадувала ложе рушниці з масивним прикладом
- Рунгу (суах. rungu) — традиційна східноафриканська палиця
- Танбо — японська традиційна зброя, пряма палиця однакового по довжині діаметру, завдовжки 1 м
- Телескопічна палиця — різновид поліцейського кийка з телескопічним корпусом
- Тонфа — традиційна окінавська зброя, що нагадує формою поліцейський кийок
- Ханбо — японська традиційна зброя, пряма палиця однакового по довжині діаметру, завдовжки 90 см
- Шилейла — традиційна ірландська викривлена палиця з кулястим навершям

## Прислів'я, мовні звороти
- Не києм, так палицею — однаково
- За всяку провину києм у спину (Не за всяку провину києм у спину)
- Обламати кий — дуже побити
- Хто хоче пса вдарити, той кия найде (із записів М. Номиса)
- Язик доведе до Києва і до кия (із записів М. Номиса)
- Як буду женитися, то покличу дивиться і віддячу не кийком, то палицею
- Покуштувати київ — бути побитим киями
- Палицею кинути — близько, зовсім недалеко

## Галерея

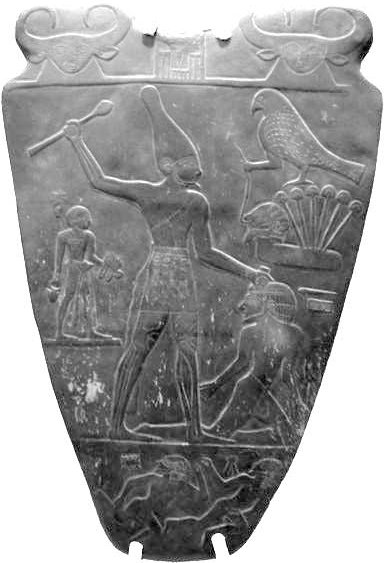
Палета фараона Нармера. 4 тисячоліття до н.е. Каїрський єгипетський музей.
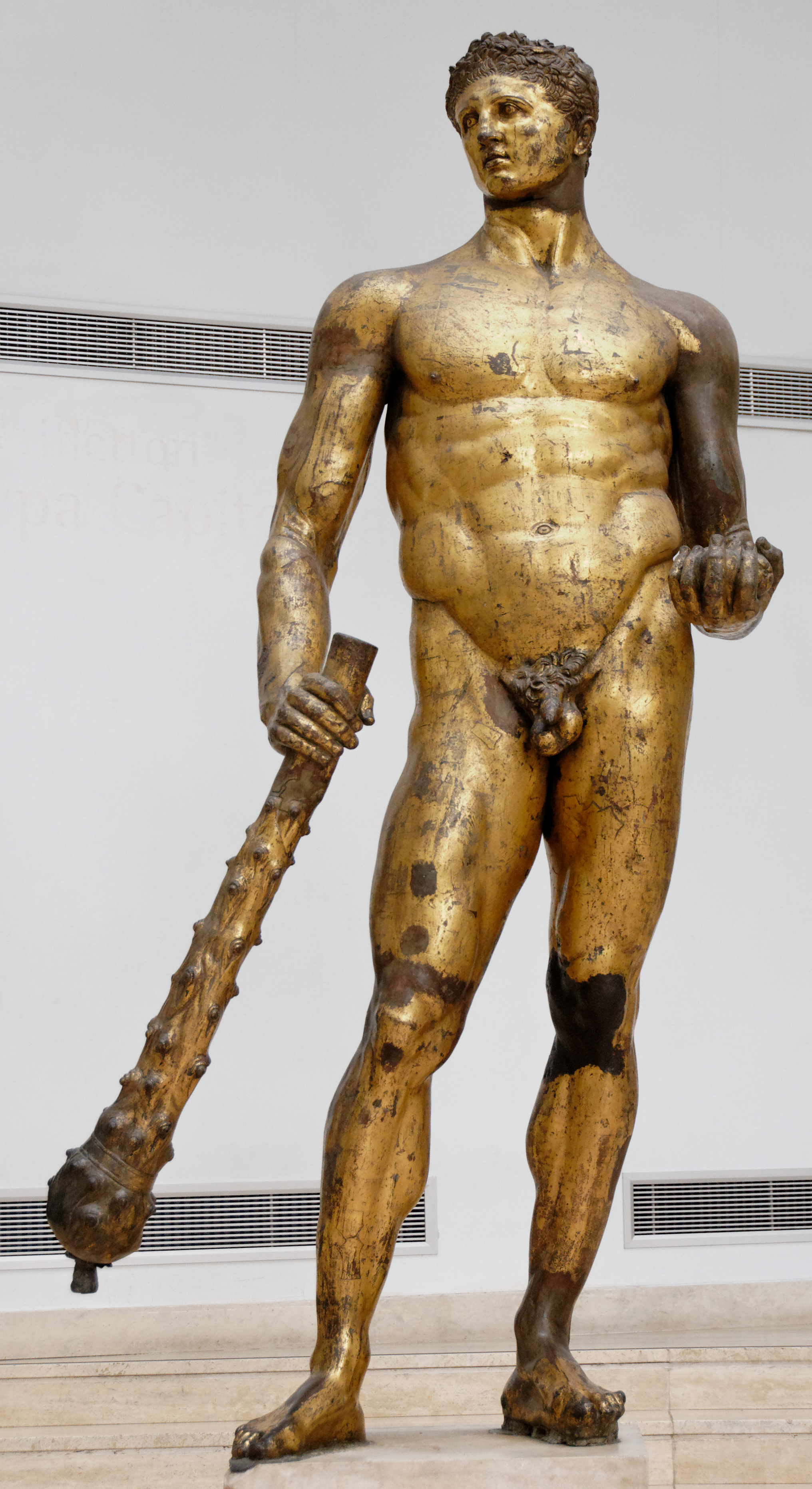
Статуя «Геркулес з Бичачого форуму». Капітолійські музеї.
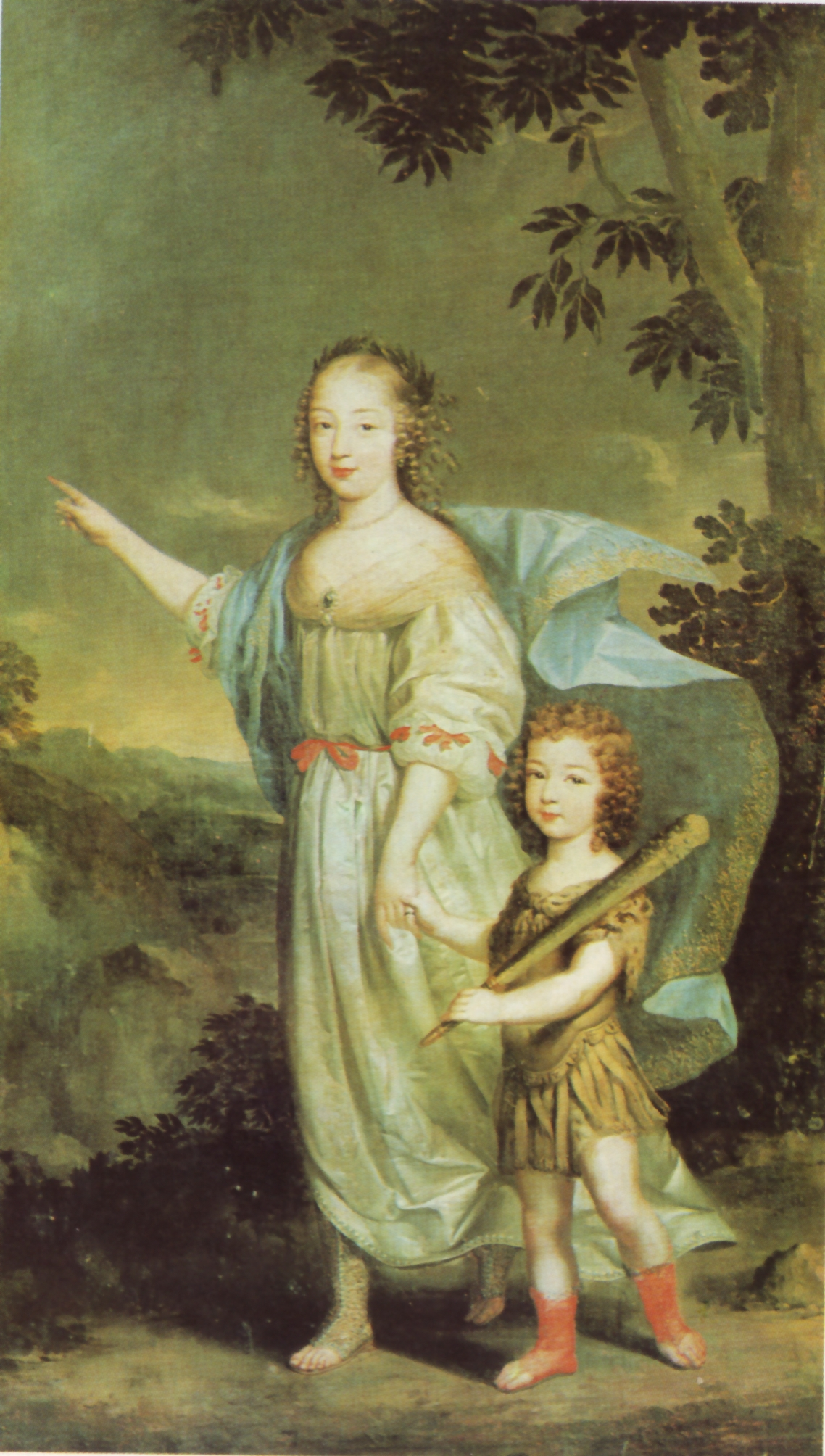
Невідомий французький художник. Дама з хлопчиком у костюмі Геракла. 1630-ті роки. Замок Сіхров.
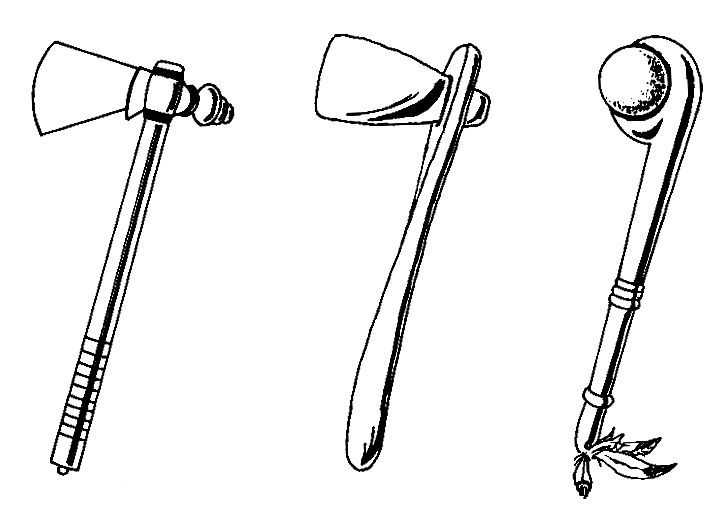
Три типи томагавків. Крайній праворуч являє собою палицю з кулеподібним навершям.
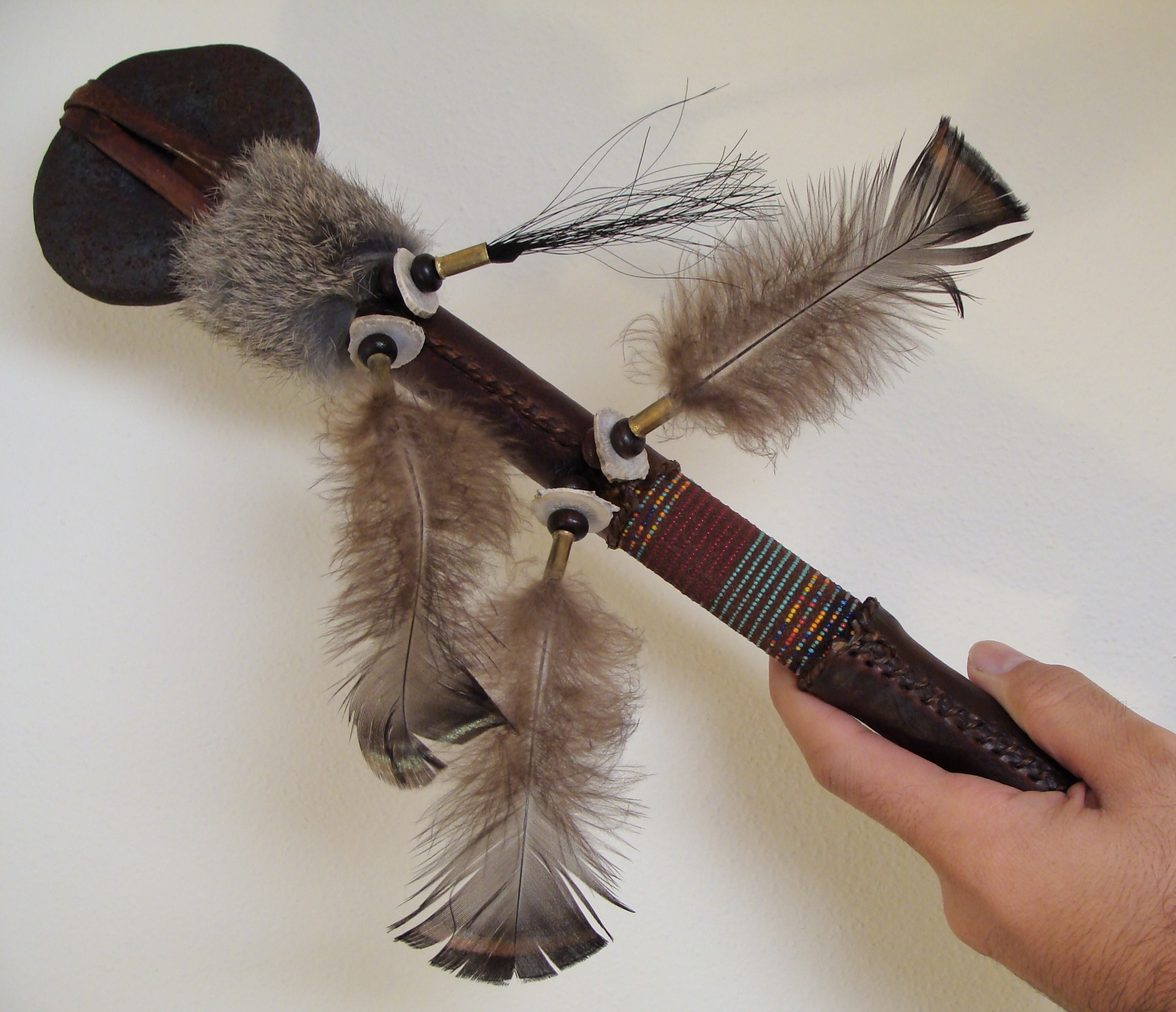
Сучасна реконструкція оригінального вигляду томагавка.
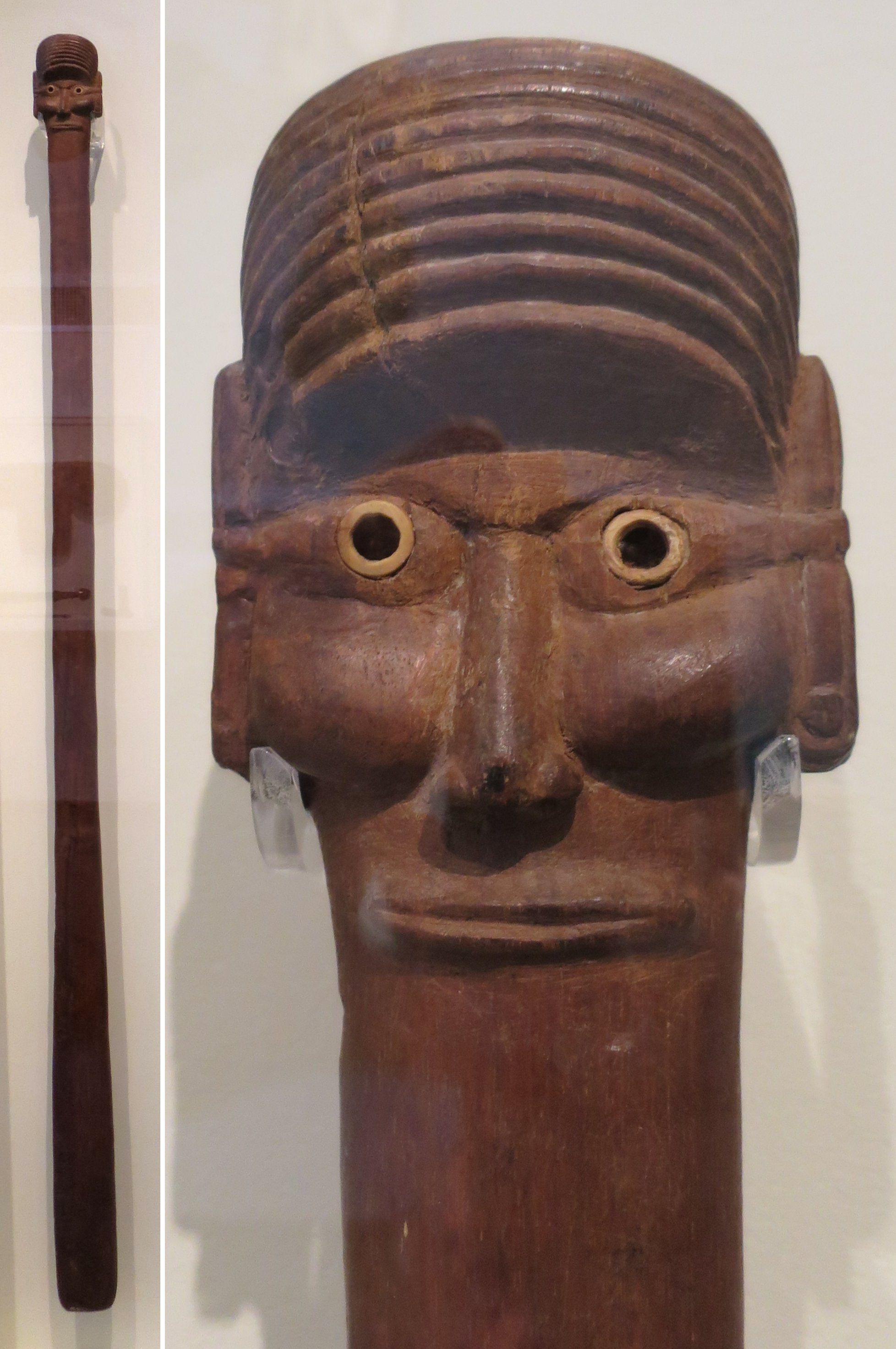
Палиця з острова Пасхи. Музей мистецтв Гонолулу.